# NGC 6223
NGC 6223 ist eine 11,7 mag helle linsenförmige Galaxie vom Hubble-Typ E-S0 im Sternbild Drache und etwa 266 Millionen Lichtjahre von der Milchstraße entfernt.
Sie wurde am 24. September 1862 von Heinrich d’Arrest entdeckt.